# 克拉鲁河畔圣若泽
克拉鲁河畔圣若泽是巴西马托格罗索州的一个市镇。总面积5057.854平方公里，总人口17324人，人口密度3.4人/平方公里。